# Décès en 961
Décès
- 957
- 958
- 959
- 960
- 961
- 962
- 963
- 964
- 965

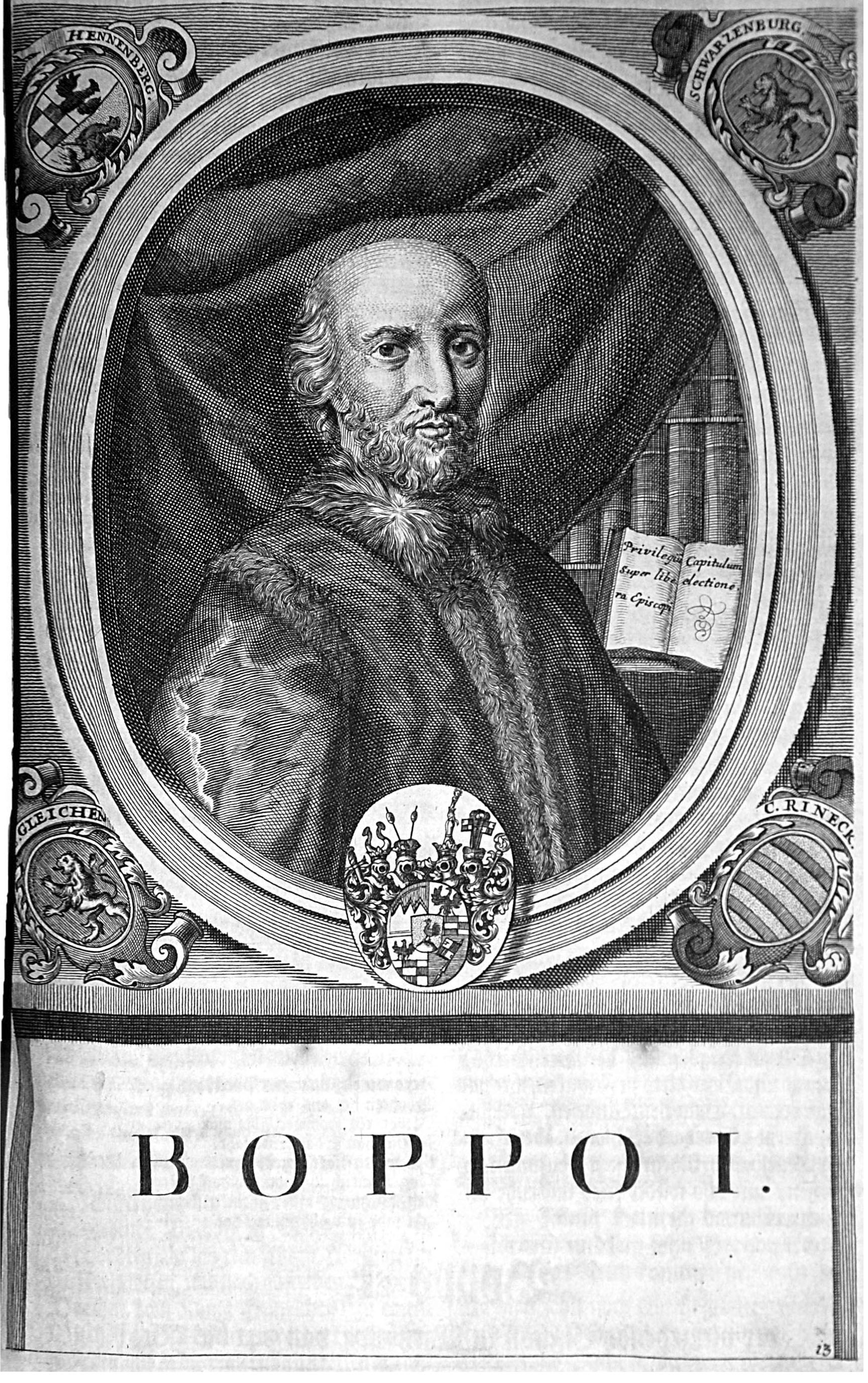
Poppon Ier de Wurtzbourg, mort en 961.

Cette page dresse une liste de personnalités mortes au cours de l'année 961 :
- 14 ou 15 février : Poppon Ier de Wurtzbourg, chancelier royal et évêque de Wurtzbourg.
- 27 mai : Landolf II de Bénévent, 3e prince de Capoue-Bénévent.
- 23 août : Hugues IV de Bassigny, comte de Bologne et de Bassigny.
- 1er octobre : Artaud de Reims, archevêque de Reims.
- 15 octobre : Abd al-Rahman III, calife de Cordoue.

- Adarnassé XI Bagration, prince géorgien.
- Adarnassé V d'Ibérie, duc de Tao Supérieur et curopalate d'Ibérie.
- Raymond II de Rouergue, comte de Rouergue.
- Raymond (IV) de Toulouse, comte de Toulouse.
- Abdul Malik Ier, émir des Samanides.
- Fujiwara no Masatada, poète japonais.
- Minamoto no Tsunemoto, samouraï et prince impérial japonais de l'époque de Heian.

## Crédit d'auteurs
- Cet article est partiellement ou en totalité issu de l'article intitulé « 961 » (voir la liste des auteurs).